# Ferrières-la-Verrerie
Ferrières-la-Verrerie – miejscowość i gmina we Francji, w regionie Normandia, w departamencie Orne.
Według danych na rok 1990 gminę zamieszkiwało 186 osób, a gęstość zaludnienia wynosiła 13 osób/km² (wśród 1815 gmin Dolnej Normandii Ferrières-la-Verrerie plasuje się na 700. miejscu pod względem liczby ludności, natomiast pod względem powierzchni na miejscu 269.).